# Тимофеев, Юрий Николаевич
Юрий Николаевич Тимофеев (31 октября 1957, Пушкин, Ленинград, СССР) — советский футболист, нападающий. Мастер спорта СССР

## Биография
Воспитанник СДЮШОР Пушкинского района, тренер — Леонид Иванович Фёдоров и СДЮШОР «Смена».
С 1976 года — в составе «Зенита». В чемпионате СССР дебютировал 22 мая 1978 — в гостевом матче против московского «Локомотива» вышел на замену после перерыва. 1979 год провёл в первой лиге в составе ленинградского «Динамо», в следующем году, вновь играя за «Зенит», стал бронзовым призёром чемпионата. В 1981 году за команду не играл. Считался талантливым игроком, но из-за большой конкуренции среди нападающих покинул «Зенит».
Затем выступал за «Днепр» Днепропетровск (1982, 1984—1985), «Колос» Никополь (1982—1983), «Кривбасс» Кривой Рог (1986, 1988), «Крылья Советов» Куйбышев (1987), «Вулкан» Петропавловск-Камчатский (1989—1990), «Сталь» Гожице, Польша (1991—1992).

## Достижения
- Бронзовый призёр чемпионата СССР: 1980